# Gardener Ross Golf & Country Estate
De Gardener Ross Golf & Country Estate was een golfbaan in Centurion, Zuid-Afrika. De golfclub werd opgericht in 2004 en had een 18-holes golfbaan met een par van 72.
De golfbaan werd ontworpen door de golfbaanarchitect Ernie Els. Vier jaar later werd de golfbaan opgekocht door Ernie Els en onderging een naamverandering: The Els Club at Copperleaf.